# Pedro Pico
Pedro Pico, também conhecido por Teresa Al Dente, é um empresário, produtor de eventos, youtuber e drag queen português, sendo reconhecido por ser o criador e diretor artístico dos espetáculos Drag Taste.

## Biografia
Na adolescência treinou luta greco-romana, até ter sido descoberto por um olheiro que o aliciou para o wrestling, onde assumiu a personagem Iceborg. Durante esse período estudou Medicina Veterinária, contudo devido a problemas de saúde que o obrigaram a fazer um bypass gástrico, desistiu da competição desportiva e do curso superior, dedicando-se nos dois anos seguintes a viajar a pé e de mochila às costas por mais de 35 países.
Regressado a Portugal, junto do seu então companheiro, criou em 2015 o canal de YouTube "Lorenzo & Pedro", adoptando o nome artístico de Lorenzo, que se tornou num projeto de grande visibilidade na comunidade LGBTQIA+ portuguesa, não só por combinarem elementos de erotismo com gastronomia nos seus vídeos “Sexy Funny Kitchen” como por realizarem experiências sociais que se tornaram virais, tais como o vídeo onde passeavam de mãos dadas pelas ruas de Lisboa enquanto gravavam as reações das pessoas através de câmaras ocultas. Posteriormente, repetiram a mesma experiência no Porto. Em junho do mesmo ano, o casal estreou-se com outra experiência social ao criarem e levarem um armário com rodas para a Marcha do Orgulho LGBT de Lisboa, um conceito que convidava as pessoas a "sairem do armário" com uma mensagem de força, igualdade e contra a discriminação. Fruto dos seus vídeos e campanhas de sensibilização, foram convidados para falar em diversos programas televisivos, como 5 para a Meia-Noite, e receberam um dos prémios Arco-Íris 2015 da Associação ILGA Portugal.
Em 2018, começou a atuar como Teresa Al Dente, tornando-se conhecida pelo seu estilo exuberante e teatral, combinando a sua estética de cabaret kitsch com glamour. Nesse contexto, um ano depois, combinou a sua paixão pelo transformismo e culinária e criou a Drag Taste, um conceito pioneiro em Lisboa que combinava jantares temáticos, shows de drag ao vivo e workshops de culinária. Os eventos tornaram-se populares tanto junto do público nacional como de turistas internacionais, evoluindo durante a pandemia de COVID-19, para espetáculos e experiências online, que tornaram a experiência numa das mais reservadas da plataforma Airbnb Online Experiences, sendo o espectáculo “Sangria and Secrets With Drag Queens”, entre outros, elogiado e recomendado por períodicos e revistas internacionais, como o The New York Times, Forbes e The Washington Post. Apesar de durante a pandemia, a Drag Taste ter contratado cerca de 18 artistas a tempo inteiro, entre os quais actores, bailarinos e drag queens que ficaram sem os seus trabalhos habituais em teatros, bares e discotecas, para além de vários freelancers, sendo o projecto amplamente elogiado, posteriormente, após ter sido aberto um novo espaço no Beato com espetáculos semanais, começaram a surgir denúncias de má gestão e assédio laboral, reportadas no programa Prova dos Factos, da RTP. Ainda em 2022, a Drag Taste declarou falência e os seus denunciantes foram alvo de queixas por roubo e difamação.
Em 2022, Pedro Pico participou no programa Big Brother Famosos, emitido pela TVI, tendo no entanto apenas permanecido na casa dos famosos até à primeira gala. Durante a sua curta participação no programa televisivo, foi divulgado que o artista e empresário sofreria de alcoolismo e tinha sido condenado a dois anos e dois meses de pena suspensa por ter agredido Nikolay Novachuk, seu marido à época. Pouco depois, uma nova polémica surgiu ao serem publicados vídeos seus de cariz sexual na internet, partilhados, segundo o próprio sem o seu consentimento. Dois anos depois, enquanto inquilino do palacete de Betty Grafstein, em Sintra, tornou-se num dos principais denunciantes de um alegado plano que José Castelo Branco teria para extorquir a sua esposa e passar aquela propriedade para seu nome. Atualmente reside na Tailândia.